# Chapelle Notre-Dame de Tanya
Notre-Dame de Tanya est une petite église romane qui se dresse au nord du village de Laroque-des-Albères, dans le département des Pyrénées-Orientales. Elle était, jusqu'à la fin du XIXe siècle le sanctuaire d'un ermitage, aujourd'hui elle est une église secondaire de la paroisse de Laroque-ses-Albères, mais sert toujours occasionnellement au culte.

## Histoire
Bien que le lieu de Tanya ait été mentionné dans les textes au IXe siècle, l'église paroissiale du lieu n'apparaît pour la première fois qu'en 1371. Tanya était, à l'origine le sanctuaire paroissial d'un village qui dut disparaître aux alentours du XIVe siècle au profit du château et du village fortifié de Laroque, voisin de seulement 1 km. Déjà au XIIe siècle, l'église de Tanyà apparaît être dans l'orbite des seigneurs de Laroque et de leur château. Toutefois, l'église ne fut jamais abandonnée : au XVIe siècle elle devint le sanctuaire d'un ermitage. Elle fut considérablement agrandie, du côté ouest, à la fin du XVIIIe siècle et un clocher-mur fut ajouté à cette occasion. Jusqu'à notre époque la chapelle de Tanya a été un lieu de culte et le but d'un pèlerinage local. Elle sert au culte quelques fois par an.

## Description
Notre-Dame de Tanya est une église à nef unique, voutée en berceau brisé et orientée vers l'est. La singularité architecturale de l'édifice est son chevet, pourvu de trois absides semi-circulaires disposés "en trèfle", il n'y a que trois églises romanes dans les Pyrénées-Orientales à posséder un tel plan (Tanya, et les églises de Brouilla et d'Ur). 
Le portail principal se situe dans l'alignement de la nef, mais il y a un second portail, du côté sud. C'est à côté de cette dernière porte qu'on trouve une pierre épigraphique dédiée à Bernard Garriga, un personnage important de Laroque au XIIIe siècle, où l'on trouve la plus ancienne représentation connue du blason de la ville.
L'église possède un retable du maître-autel classé, datant de la fin du XVIIIe siècle, en bois peint et doré.

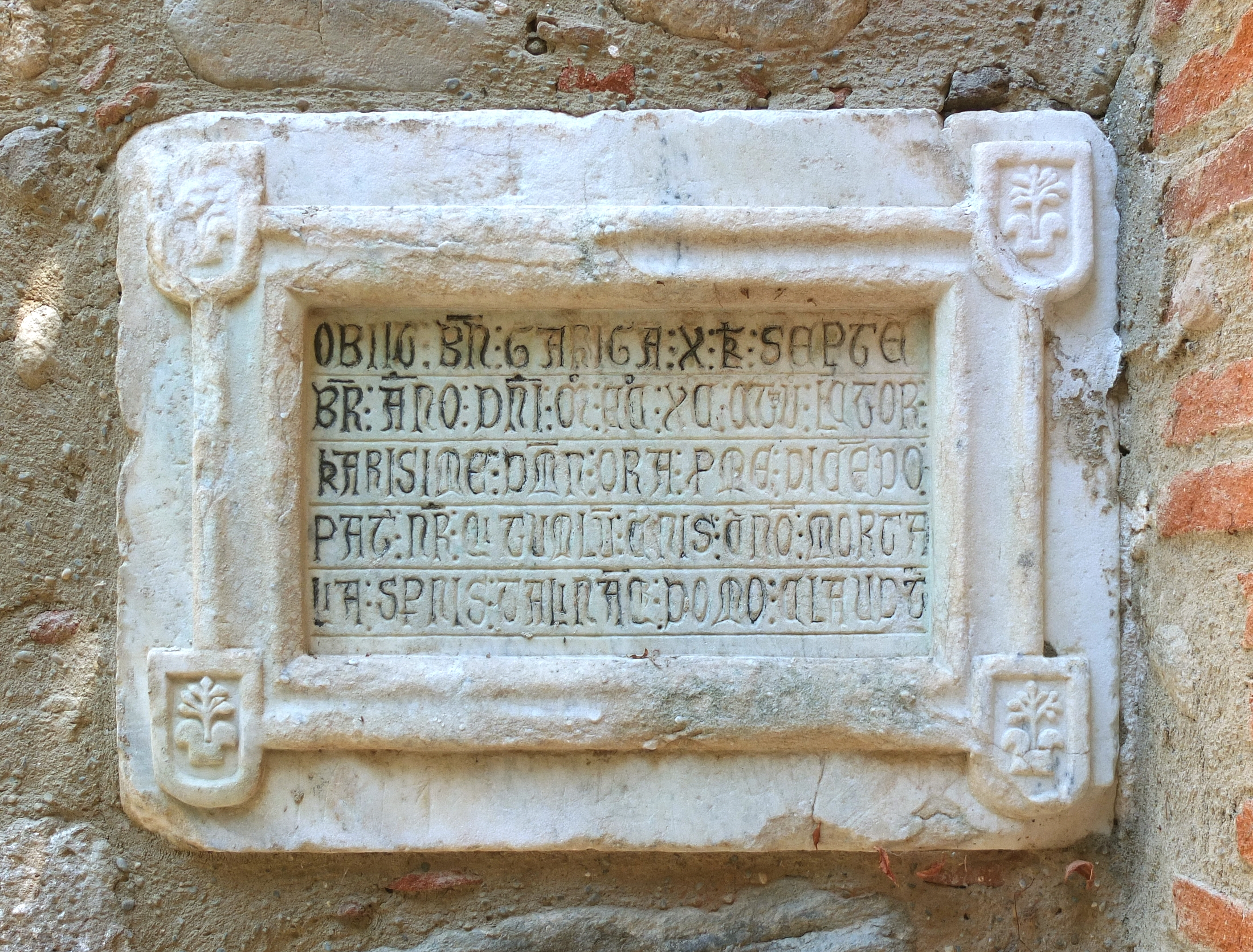
Dalle funéraire de Bernat Garriga (+ 1298)